# Antonio Santoro
Antonio Santoro (Potenza, 13 de setembre de 1989) és un ciclista italià professional des del 2011 i actualment a l'equip Monkey Town Continental Team.

## Palmarès
- 2007
  - Vencedor d'una etapa al Giro de Basilicata
- 2010
  - 1r al Giro delle Valli Cuneesi i vencedor de 2 etapes